# ويليان فورتي
ويليان غابرييل غالفاو فورتي (مواليد 10 مايو 2000 في كوريتيبا - البرازيل) لاعب كرة قدم برازيلي يلعب حاليا لصالح نادي اتحاد كلباء في مركز الدفاع . 
لعب في الفئات السنية في نادي بارانا ونادي بالميراس .